# Oncocephalus pacificus
Oncocephalus pacificus är en insektsart som beskrevs av George Willis Kirkaldy 1908. Oncocephalus pacificus ingår i släktet Oncocephalus och familjen rovskinnbaggar. Inga underarter finns listade i Catalogue of Life.